# صقر بن زاید آل نهیان
صقر بن زاید آل نهیان (به عربی: صقر بن زايد آل نهيان) یازدهمین شیخ ابوظبی است. او جانشین سلطان بن زاید بن خلیفه آل نهیان شد و از سال ۱۹۲۶ تا سال ۱۹۲۸ حکمرانی کرد